# Helmut Bester
Helmut Bester (* 13. März 1953 in Bonn) ist ein deutscher Wirtschaftswissenschaftler. Von 1995 bis 2020 war er Professor für Mikroökonomie an der Freien Universität Berlin.

## Leben
Bester studierte an der Rheinischen Friedrich-Wilhelms-Universität Bonn Volkswirtschaftslehre und erlangte 1979 das Diplom. Von 1979 bis 1988 war er ebendort Assistent. 1981 erlangte er einen Master of Science (M.Sc.) in Econometrics and Mathematical Economics an der London School of Economics and Political Science. 1984 wurde er in Bonn zum Dr. rer. pol. promoviert. Von 1984 bis 1985 war er Visiting Scholar an der University of California, San Diego. 1987 erfolgte die Habilitation in der Volkswirtschaftslehre an der Rheinischen Friedrich-Wilhelms-Universität Bonn. Von 1988 bis 1990 erhielt er das Heisenberg-Stipendium der Deutschen Forschungsgemeinschaft (DFG). Im Jahr 1989 war Bester Visiting Scholar am Massachusetts Institute of Technology (MIT). Von 1990 bis 1995 war er Professor an der Universität Tilburg sowie von Februar 1995 bis März 2020 Professor für Mikroökonomie an der Freien Universität Berlin. Von April 2003 bis März 2005 war er Dekan des Fachbereichs Wirtschaftswissenschaft der FU Berlin.
Beim Ranking des Handelsblatts der besten Volkswirte 2011 belegte Bester im Lebenswerk-Ranking (Top-250 Forscher, gemessen an Publikationen seit Karrierebeginn) den 14. Platz (22. Platz im Jahr 2019).
Bester ist verheiratet. Zu seinen Forschungsschwerpunkten zählen die Vertragstheorie, die Informationsökonomie und die Industrieökonomie.

## Publikationen
- Helmut Bester: Theorie der Industrieökonomik. 7. Auflage. Springer Gabler, Berlin 2017, ISBN 978-3-662-48140-0.